# Ola Wærhaug
Ola Wærhaug (Skedsmo, 24 dicembre 1937) è un ex biatleta norvegese.

## Palmarès

### Olimpiadi invernali
- Argento a Grenoble 1968 nella staffetta 4x7,5 km.

### Mondiali
- Oro a Elverum 1965 nella gara a squadre.
- Oro a Altenberg 1967 nella staffetta 4x7,5 km.